# Герценский пруд
Герце́нский пруд — пруд, расположенный в Южном административном округе Москвы, на территории района Бирюлёво Восточное.
Главный пруд в парке бывшей усадьбы Загорье (Герценский парк), между Загорьевским проездом и МКАД. На 570 м вытянут в западном и юго-западном направлении, повторяя поворот речки Журавенки, на которой запружен. Ширина пруда — 50 м, площадь — 7 га. Пруд декоративен, напоминает большую реку, берега естественные, местами крутые.
С южной стороны пруда расположен пейзажный парк, с северной — сохранившиеся фрагменты регулярного парка, созданного родом Крестовниковых, владевших усадьбой. Здесь имеются липовые аллеи, старые лиственницы, белый тополь.
Пруд удерживается земляной дамбой высотой около 5 м, укреплённой бетонными плитами. Вода стекает в колодец глубиной около 4 м и далее в подземный коллектор Журавенки.
На востоке в пруд впадают Попов ручей и бывший сток с пруда Дунай, выходящие из подземных коллекторов близ самого берега.
Современное название связано с местными легендами, согласно которым на берегах пруда любил гулять Александр Иванович Герцен. Здесь была усадьба князей Хованских Загорье, где воспитывалась Н. А. Захарьина — будущая жена Герцена, но сам он ни разу тут не был.